# M/S Rex af Stockholm

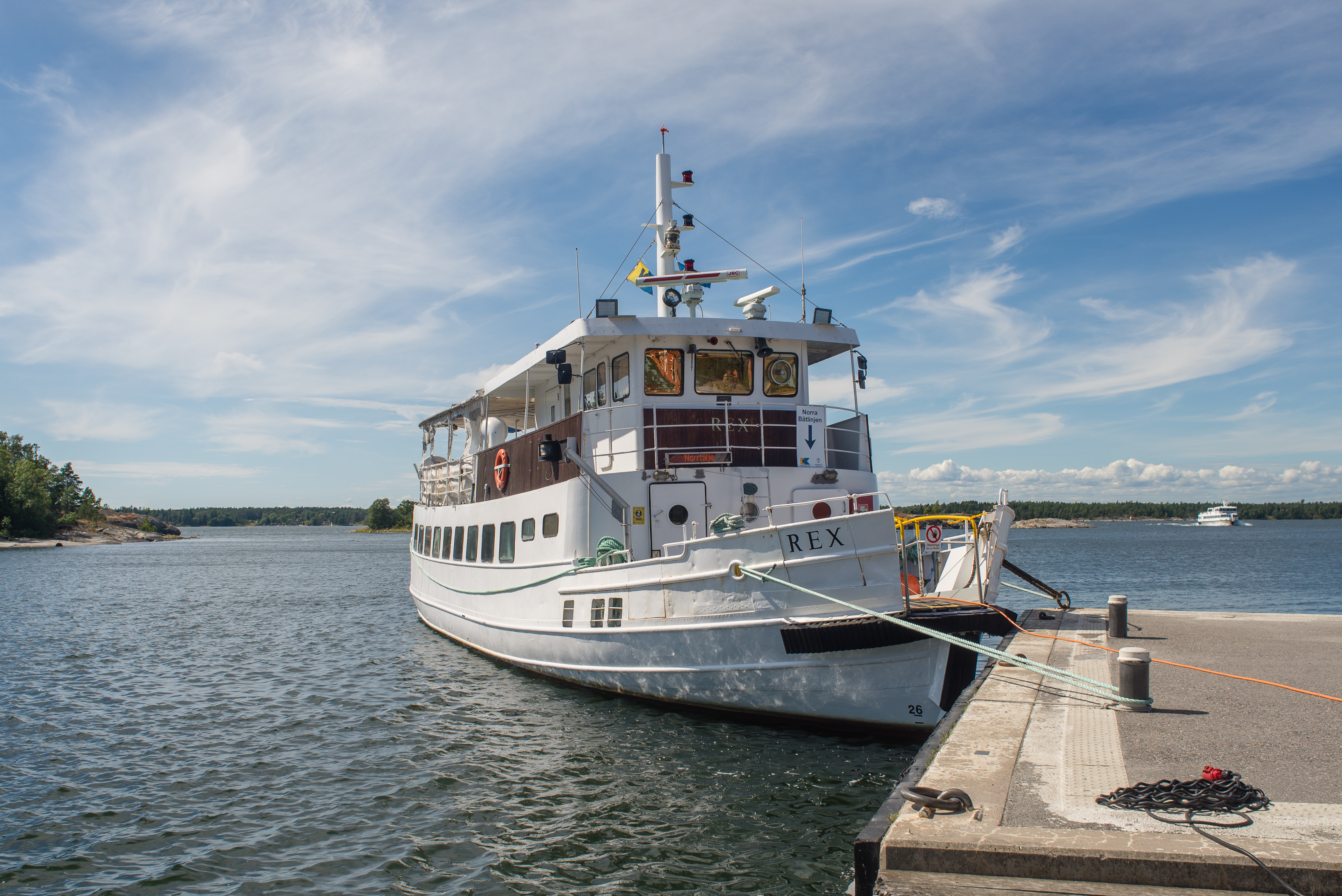
Rex vid Arholma brygga i juli 2020 i trafik för Waxholmsbolaget

M/S Rex af Stockholm är ett svenskt passagerarfartyg, som byggdes på Lödöse varv 1937 som Vesta för Styrsöbolaget. Hon byggdes för gång i is. Rex är systerfartyg till M/S Riddarfjärden som också ägs av Blidösundsbolaget.
Vesta var utlånad till försvarsmakten 1942-1945 och återgick därefter till Styrsöbolaget. Hon såldes 1995 till Trollhättan och 1998 till Norge. Fartyget köptes av Blidösundsbolaget 2015 som döpte om henne till Rex af  Stockholm och fartyget har därefter varit i trafik för Waxholmsbolaget i skärgården och som pendelbåt vintertid på Ekerölinjen för Stockholms Lokaltrafik.
Hon byggdes om till hybriddrift 2020.

## Bildgalleri

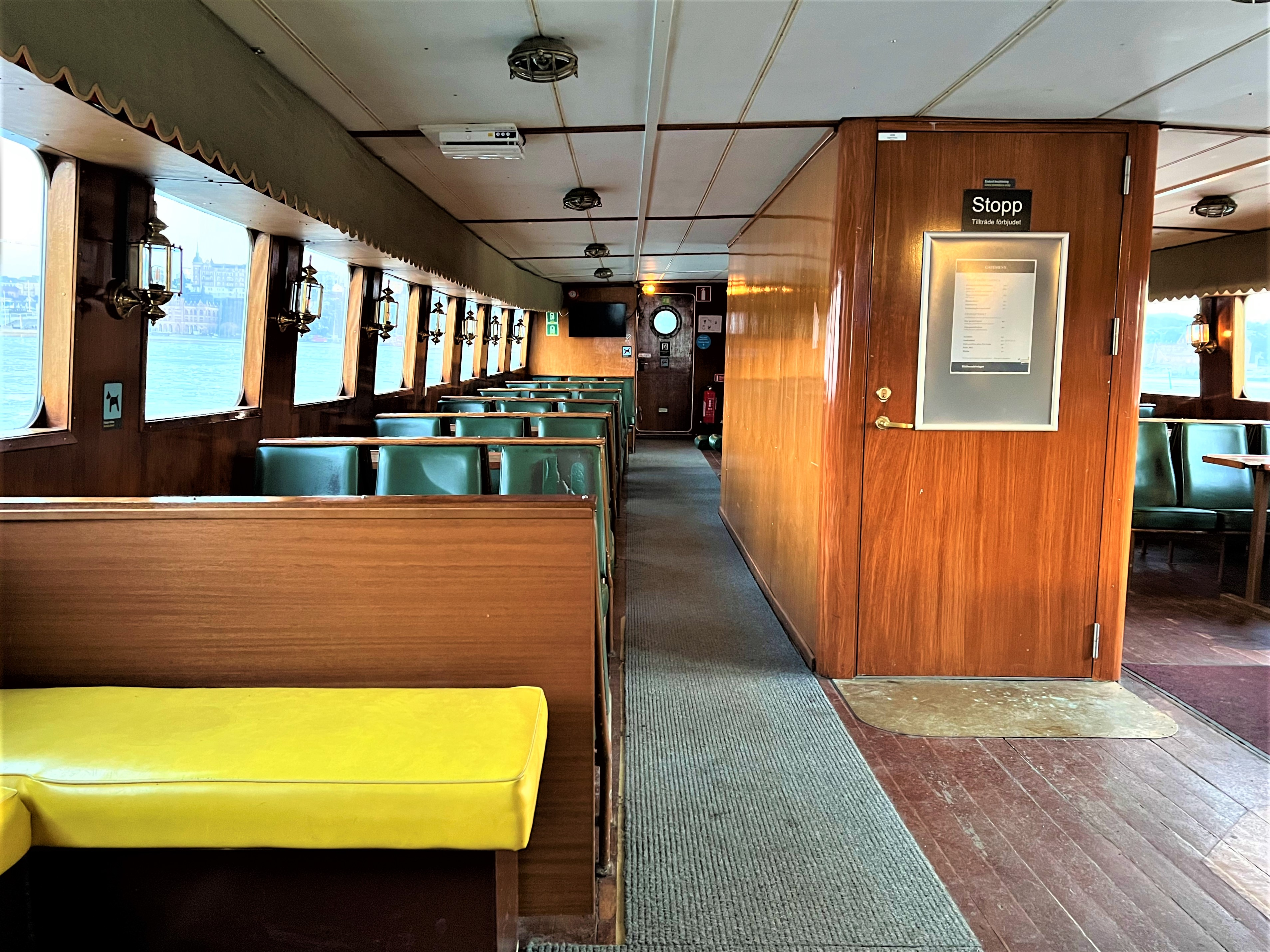
Interiör
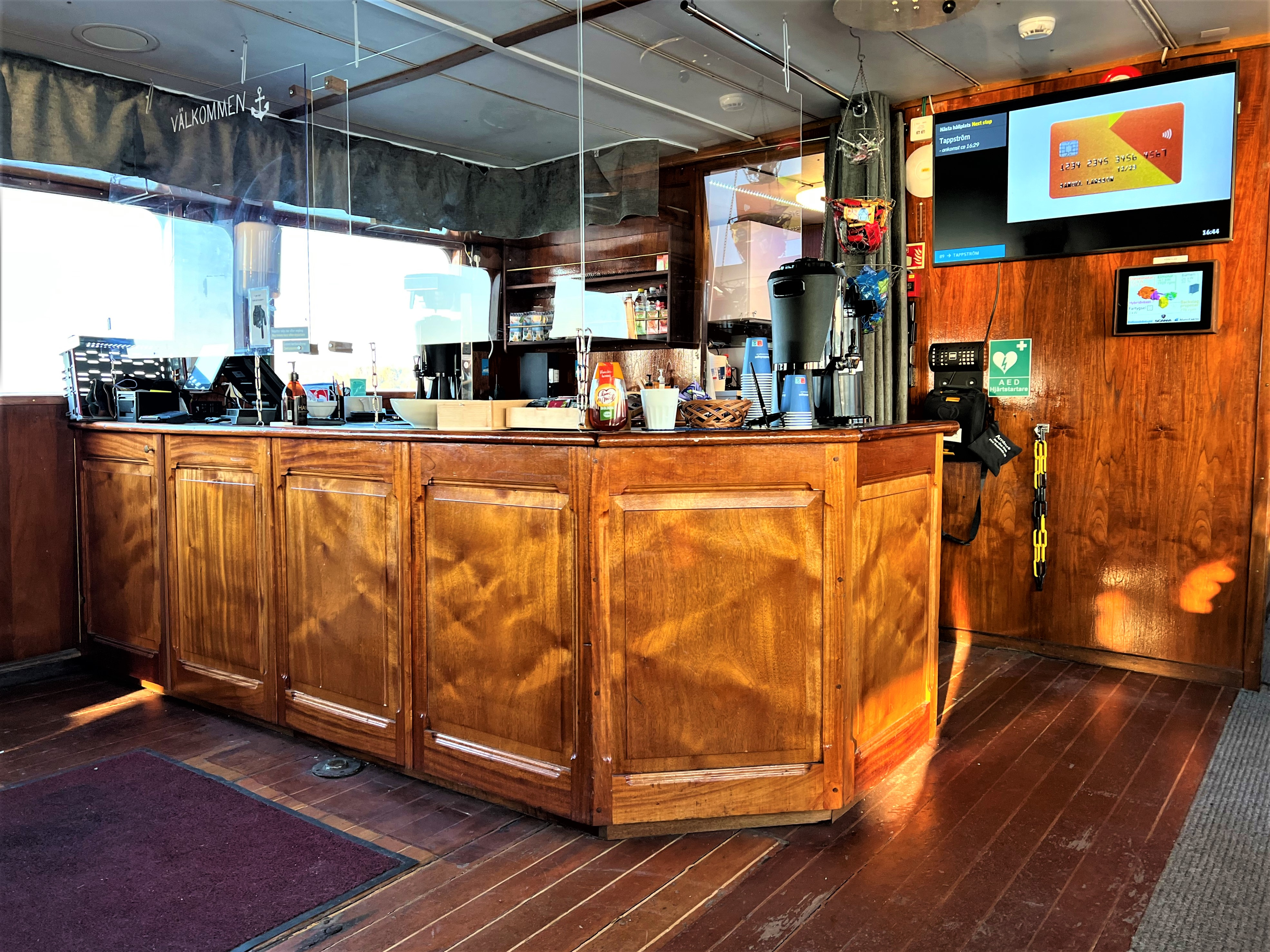
Interiör
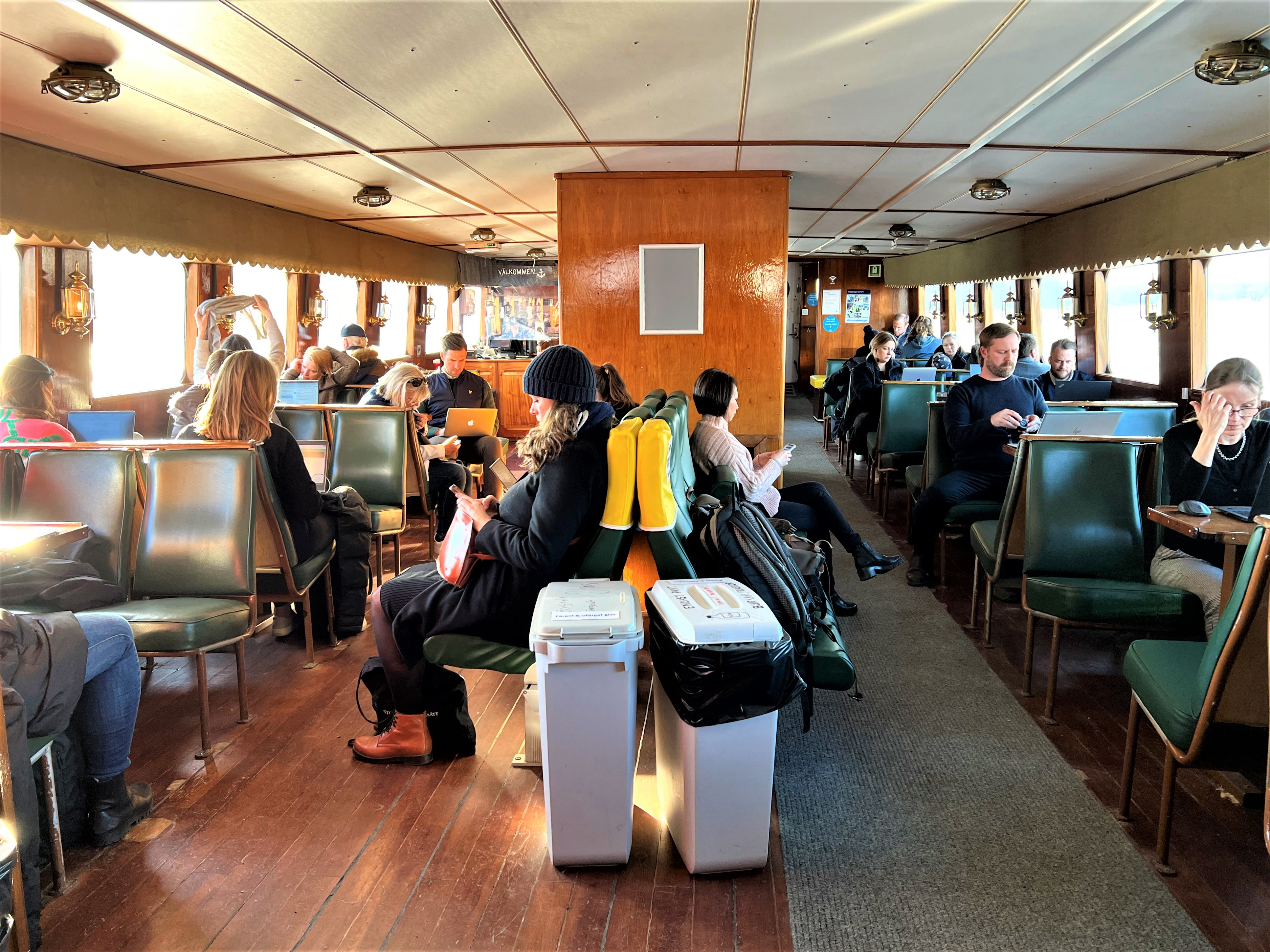
Interiör
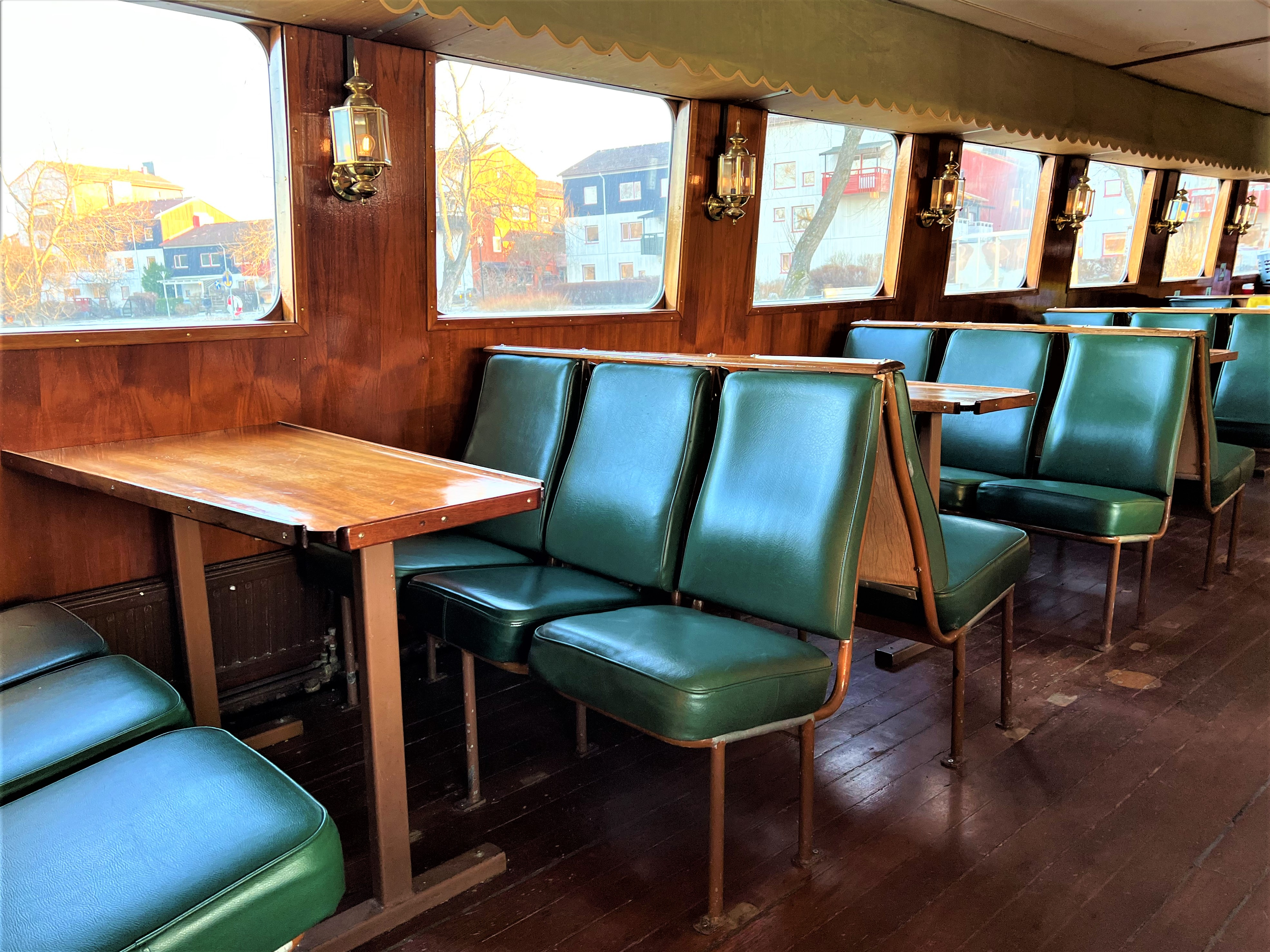
Interiör